# Alexander Walerjewitsch Schulginow
Alexander Walerjewitsch Schulginow (russisch Александр Валерьевич Шульгино́в; * 1. März 1998 in Klin) ist ein russischer Shorttracker.

## Werdegang
Schulginow startete im Februar 2016 in Dresden erstmals im Shorttrack-Weltcup und belegte dabei den 23. Platz über 1500 m und den 13. Rang über 1000 m. Mit der Staffel holte er dort seinen ersten Weltcupsieg. Bei den Weltmeisterschaften 2016 in Seoul wurde er Fünfter mit der Staffel. In der Saison 2016/17 siegte er in Dresden mit der Staffel und errang dort zudem dritten Platz über 1500 m und in Minsk den zweiten Platz mit der Staffel. Bei den Europameisterschaften 2017 in Turin holte er die Silbermedaille mit der Staffel und lief im Mehrkampf auf den zehnten Platz. Im März 2017 kam er bei den Weltmeisterschaften in Rotterdam auf den vierten Platz. In der Saison 2017/18 gewann er erneut die Silbermedaille bei den Europameisterschaften 2018 in Dresden und errang bei den Weltmeisterschaften 2018 in Montreal den siebten Platz mit der Staffel. Beim Saisonhöhepunkt, den Olympischen Winterspielen 2018 in Pyeongchang, belegte er den 32. Platz über 1500 m, den 27. Rang über 1000 m und den 15. Platz über 500 m. In der Saison 2018/19 triumphierte er in Dresden mit der Mixed-Staffel und in Turin mit der Staffel und kam zudem in Salt Lake City auf den dritten Platz mit der Staffel. Bei den Europameisterschaften 2019 in Dordrecht gewann mit der Staffel die Bronzemedaille. In der folgenden Saison wurde er in Salt Lake City über 1500 m und in Montreal mit der Staffel jeweils Dritter. Bei den Europameisterschaften 2020 in Debrecen holte er die Goldmedaille mit der Staffel.

## Weltcupsiege im Team
| Nr. | Datum            | Ort       |
| --- | ---------------- | --------- |
| 1.  | 7. Februar 2016  | Dresden 1 |
| 2.  | 5. Februar 2017  | Dresden 2 |
| 3.  | 3. Februar 2019  | Dresden 3 |
| 4.  | 10. Februar 2019 | Turin 4   |

## Persönliche Bestzeiten
- 500 m      40,484 s (aufgestellt am 3. November 2019 in Salt Lake City)
- 1000 m    1:23,849 min. (aufgestellt am 12. November 2016 in Salt Lake City)
- 1500 m    2:13,320 min. (aufgestellt am 4. Februar 2017 in Dresden)
- 3000 m    4:49,782 min. (aufgestellt am 29. Dezember 2018 in Kolomna)